# トゥドハリヤ3世
トゥドハリヤ3世（Tudhaliya III, ? - 紀元前1355年頃）は、ヒッタイトの大王。

## 事績
トゥドハリヤ2世の息子。先王の死の直前に後継者として貴族たち、とりわけ（おそらく）兄弟のシュウッピルリウマの宣誓を受け、王位に推戴された。しかし優れた軍人でもあったシュッピルリウマは自分の立場に満足できず、結局はすぐに貴族層と結託してトゥドハリヤ3世を殺害し自ら大王に即位した。別の史料でも「シュッピルリウマがトゥドハリヤを抹殺した」と訳すことが出来るものがある。ともあれ彼自身の事績は何も明らかになっていないが、貴族層を把握できず兄弟の陰謀を許したということは、統治能力に劣っていたとみなすことは可能である。
ただし彼の事績をトゥドハリヤ2世と同一視し、この3世がハットゥシリ2世の息子で次代の大王とみなす説もあるが、史料には「若い（ほうの）トゥドハリヤ」という表現も見られ、別人であるとみなされている。またトゥドハリヤ1世の前に別の「トゥドハリヤ」という大王がいたとみなされていたため（現在は否定されている）、しばしば2世と3世の事績が混同される。同名の大王が多いため起きている問題だが、同じ問題は「ハットゥシリ」名の大王にも見られる。

## 文献
- Birgit Brandau, Hartmut Schickert: Hethiter Die unbekannte Weltmacht, Piper, ISBN 3492239781